# 三世人
《三世人》是香港亞洲電視拍攝製作的玄幻劇集，由梅小青監製，劇集於1985年9月23日首播，共25集。主演有何家勁、湯鎮宗、劉紅芳、區凱鈴、徐寶鳳等人。
本劇以明代、 民國及現代三個時代為故事背景，講述五名男女主角三世輪迴的感情瓜葛，當中涉及輪迴轉世、因果報應等元素。

## 演員表
- 何家勁 飾 宇文軒/劉俊文/易文
- 劉紅芳 飾 迎風/曉風/司馬風
- 徐寶鳳 飾 解語/秦語嫣/狄語衡
- 湯鎮宗 飾 慕容劍/石劍國/程劍
- 區凱鈴 飾 雪姬/映雪/司馬雪
- 伍永森 飾 石大臨
- 李月清 飾 石夫人
- 陳彩燕 飾 石秀蓮/鄧綺蓮
- 良鳴 飾 劉種華
- 鄭文霞 飾 劉夫人
- 吳彩南 飾 朱葛男
- 凌文海 飾 元天佑
- 黃秋生 飾 劉俊武
- 劉素芳 飾 阿蘭
- 阮令濤 飾 俊三
- 梁錦燊 飾 劉貴
- 曹達華 飾 司馬昭
- 陳麗雲 飾 司馬夫人
- 熊德誠 飾 鄧玉綱
- 韋烈 飾 張栢圖
- 溫婉青 飾 許美美